# Добротич
Добротич (болг. Добротич) — село в Болгарии. Находится в Варненской области, входит в общину Вылчи-Дол. Население составляет 414 человек.

## Политическая ситуация
В местном кметстве Добротич, в состав которого входит Добротич, должность кмета (старосты) исполняет Янка Койчева Демирова (Граждане за европейское развитие Болгарии (ГЕРБ)) по результатам выборов.
Кмет (мэр) общины Вылчи-Дол — Веселин Янчев Василев (независимый) по результатам выборов.